# Griesheim-près-Molsheim
Griesheim-près-Molsheim település Franciaországban, Bas-Rhin megyében. Lakosainak száma 2341 fő (2022. január 1.). Griesheim-près-Molsheim Altorf, Bischoffsheim, Dorlisheim, Innenheim és Rosheim községekkel határos.

## Népesség
A település népességének változása:
| Lakosok száma | 2151 | 2160 | 2203 | 2188 | 2203 | 2228 | 2266 | 2303 | 2341 |
|               | 2013 | 2015 | 2016 | 2017 | 2018 | 2019 | 2020 | 2021 | 2022 |